# Eustala tridentata
Eustala tridentata är en spindelart som först beskrevs av Carl Ludwig Koch 1838.  Eustala tridentata ingår i släktet Eustala och familjen hjulspindlar. Inga underarter finns listade i Catalogue of Life.